# مجرة الحصير
مجرة الحصير (باليابانية: 四畳半神話大系) هي رواية جامعية من كتابة توميهيكو موريمي نشرت لأول مرة في 2004 عن دار أوتا بابليشينغ وأعيد طباعتها لاحقاً عن دار كادوكاوا شوتين. حصلت الرواية على أنمي متلفز من إنتاج ستوديو مادهاوس وإخراج ماساكي يواسا، عُرض على قناة تلفزيون فوجي ضمن فقرة نويتامينا في 22 نيسان 2010. في عام 2022 حصلت الرواية على أنمي متلفز فرعي من إخراج شينغو ناتسومي، وإنتاج ستوديو ساينز سارو.

## القصة
تدور القصة حول طالب مجهول الاسم في السنة الثالثة بجامعة كيوتو، مستخدمًا أكوانًا موازية كأداة حبكة لاستكشاف كيف كانت حياته ستختلف لو انضم إلى نادي طلابي معين. تتبع غالبية حلقات المسلسل نفس البنية الأساسية: ينضم البطل إلى نادي كطالب جديد، لكنه يشعر بخيبة الأمل عندما لا تؤدي الأنشطة إلى "حياة الحرم الجامعي الوردية" المثالية التي حلم بها. يلتقي أوزو، طالب آخر، الذي يضعه تشجيعه في مهمة أخلاقية مشكوك فيها. يقترب من أكاشي، طالبة الهندسة في السنة الثانية، ويقطع لها وعدًا، عادةً ما يكون في إطار رومانسي. يواجه عرافة، تخبره بشكل غامض عن فرصة "متدلية" أمام عينيه، هذا يدفعه إلى تذكر سلسلة مفاتيح موشيجومان فقدها أكاشي واستعادها البطل، والتي يتركها معلقة بمفتاح سحب في شقته وينسى دائمًا العودة إليها. تنتهي المهمة المشكوك فيها بشكل سيء بالنسبة للبطل، مما يجعله يندب حال حياته ويتساءل كيف كانت الأمور لتختلف لو انضم إلى نادي مختلف. يعود الزمن للوراء، وتصور الحلقة التالية البطل مرة أخرى كطالب جديد ينضم إلى نادي مختلف.

## الشخصيات
- أنا (باليابانية: 私)

مؤدي الصوت: شينتارو أسانوما.
- أوز (باليابانية: 小津)

مؤدي الصوت: هيرويوكي يوشينو.
- اكاشي (باليابانية: 明石)

مؤدي الصوت: مايا ساكاموتو.
- سيتارو هيغوتشي (باليابانية: 樋口 清太郎)

مؤدي الصوت: كيجي فوجيوارا / كازويا ناكاي (الأنمي الفرعي).
- ماساكي جوغاساكي (باليابانية: 城ヶ崎 マサキ)

مؤدي الصوت: جونيتشي سوابي.
- ريوكو هانوكي (باليابانية: 羽貫 涼子)

مؤدي الصوت: يوكو كايدا.
- كاوري (باليابانية: 香織)

مؤدي الصوت: ماميكو نوتو، نوبويوكي هياما.

## روابط خارجية
- مجرة الحصير على موقع ANN anime (الإنجليزية)